# بالارد ماكدونالد
بالارد ماكدونالد (بالإنجليزية: Ballard MacDonald)‏ هو كاتب أغاني وشاعر أمريكي، ولد في 15 أكتوبر 1882 في بورتلاند في الولايات المتحدة، وتوفي في 17 نوفمبر 1935 في كوينز في الولايات المتحدة.

## وصلات خارجية
- بالارد ماكدونالد على موقع IMDb (الإنجليزية)
- بالارد ماكدونالد على موقع ميوزك برينز (الإنجليزية)
- بالارد ماكدونالد على موقع قاعدة بيانات برودواي على الإنترنت (الإنجليزية)
- بالارد ماكدونالد على موقع قاعدة بيانات برودواي على الإنترنت (الإنجليزية)
- بالارد ماكدونالد على موقع أول ميوزيك (الإنجليزية)
- بالارد ماكدونالد على موقع ديسكوغز (الإنجليزية)